# Régimen de comercio de derechos de emisión de Nueva Zelanda

Precios unitarios de los derechos de emisión de Nueva Zelanda

El Régimen de Comercio de Derechos de Emisión de Nueva Zelanda (NZ ETS, por sus siglas en inglés) es un régimen nacional de comercio de derechos de emisión para todos los gases de efecto invernadero, de cobertura parcial y sin tope, que incluye precios mínimos, compensación forestal, asignación gratuita y subasta de unidades de emisión.
El RCDE de Nueva Zelanda se legisló por primera vez en septiembre de 2008 con la Ley de respuesta al cambio climático de 2008, bajo el Quinto Gobierno laborista de Nueva Zelanda y posteriormente modificada en noviembre de 2009 y en noviembre de 2012 por el Quinto Gobierno Nacional de Nueva Zelanda.
El RCDE de Nueva Zelanda estuvo hasta 2015 muy vinculado a los mercados internacionales de carbono, ya que permitía la importación ilimitada de la mayoría de las unidades de emisión del Protocolo de Kioto. Existe una unidad de emisión nacional, la "unidad neozelandesa" (NZU), que se emitió inicialmente mediante asignación gratuita a los emisores hasta que comenzaron las subastas de unidades en 2020. La NZU equivale a 1 tonelada de dióxido de carbono. La asignación gratuita de unidades varía según los sectores. El sector de la pesca comercial (que no participa del acuerdo) recibió una única asignación gratuita de unidades sobre una base histórica. Los propietarios de bosques anteriores a 1990 recibieron una asignación gratuita fija de unidades. La asignación gratuita a la industria intensiva en emisiones, se proporciona en función de la intensidad de la producción. Para este sector, no existe un límite establecido sobre el número de unidades que pueden asignarse. El número de unidades asignadas a los emisores elegibles se basa en las emisiones medias por unidad de producción dentro de una "actividad" definida. Bertram y Terry (2010, p 16) afirman que, dado que el RCDE no "limita" las emisiones, no se trata de un régimen de comercio de derechos de emisión tal y como se entiende en la literatura económica. 
Algunas partes interesadas han criticado el Régimen de Comercio de Derechos de Emisión de Nueva Zelanda por sus generosas asignaciones gratuitas de unidades de emisión y la falta de una señal de precio del carbono (el Comisario Parlamentario de Medio Ambiente), y por ser ineficaz para reducir las emisiones (Greenpeace Aotearoa Nueva Zelanda). 
El RCDE de Nueva Zelanda ha sido revisado y modificado en numerosas ocasiones: primero en noviembre de 2009 y después a finales de 2011 y hasta 2012 por un grupo de expertos independientes. Una revisión del Gobierno de 2016 concluyó que el RCCDE de Nueva Zelanda solo había provocado reducciones mínimas de las emisiones netas.
 En 2020 se introdujeron normas para los presupuestos de emisiones y las subastas de unidades dentro de los precios máximos.